# Eydon
Eydon – wieś w Anglii, w hrabstwie Northamptonshire, w dystrykcie (unitary authority) West Northamptonshire. Leży 24 km na południowy zachód od miasta Northampton i 103 km na północny zachód od Londynu. Miejscowość liczy 422 mieszkańców.